# Wen Yang
Wen Yang est un joueur d'échecs chinois né le 7 juillet 1988, grand maître international depuis 2008.
Au 1er août 2018, il est le 13e joueur chinois avec un classement Elo de 2 602 points.

## Biographie et carrière
Wen Yang a représenté la Chine lors du championnat du monde d'échecs par équipes de 2017, remportant la médaille d'or par équipe.
Il remporta le Championnat de Chine d'échecs en 2018.
Il a participé à deux reprises à la coupe du monde d'échecs :
- en 2007, il fut éliminé au premier tour par le Hongrois Zoltán Almási ;
- en 2015, il perdit au deuxième tour face au Hongrois Péter Lékó après avoir battu Igor Kovalenko au premier tour.